# プロレスラー養成所
プロレスラー養成所（プロレスラーようせいじょ）・プロレスラー養成施設（プロレスラーようせいしせつ）は、プロレスラーを目指す人物を元プロレスラーや現役プロレスラーが指導者としてトレーニング・指導・育成を施してデビューさせる施設の総称である。すでにデビューしているプロレスラーが、スキルアップのために再トレーニングをする場合もある。
名称や形態はプロレスラー道場、プロレスラー養成ジム、プロレスリング学校/スクール、プロレスリングアカデミー、プロレスリングサークルなど、さまざまである。それぞれ独自のスタイルによってプロレスの盛んな世界各国で展開されている。日本ではプロレス団体が新人プロレスラーを新弟子として扱い、衣食住を保障して教える相撲部屋のような形式だが海外では主宰者に授業料を支払って教えてもらう職業訓練校的なものが多い。
「ジム」という名称であっても実際は入団テストに合格しなければ入れない所も多く、決して誰もが気軽に入ることが可能ではない。入れたとしても、競争率も高く、その中からプロレスデビューできるのは、ごく一部でしかないのが現実である。

## 養成所一覧
プロレスラー養成所は各地に多数存在するため、ここではプロレスラー輩出に実績のあるプロレスラー養成所を例として挙げている（主宰者の死去などで既に解散した養成所も含む）。

### 日本
- スーパータイガージム（旧：タイガージム）（主宰：佐山聡。佐山がいた頃はプロレス志望者も複数おり、実際に何人ものプロレスラーを輩出したが、実際はプロレスラー養成所ではなく最初から完全な総合格闘技「修斗」のジムである。1996年にフロントとのトラブルにより、佐山が一切の運営から身を引いてジムを去り、以後はジムの名称も「スーパータイガージム」から「シューティングジム」へと変更されて、佐山抜きで総合格闘技「修斗」のジムとして引き続き運営されている。現在はプロレス志望者は皆無であり全員が総合格闘技を志している）
- アニマル浜口トレーニングジム（主宰：アニマル浜口）
- 新日本プロレス学校（主宰：山本小鉄。現在は活動休止）
- 栗栖正伸トレーニングジム（主宰：栗栖正伸。2004年に閉鎖、解散）
- 格闘技塾 武輝道場（旧：格闘技塾 北尾道場）（主宰：北尾光司。後に闘龍門に吸収合併される）
- 高杉正彦トレーニングジム（主宰：高杉正彦）
- 鶴見五郎トレーニングジム（主宰：鶴見五郎。鶴見の死去により閉鎖、解散）
- 石倉道場（現：ISHIDO）（主宰：石倉正憲。現在は活動停止）
- 柴田道場（主宰：柴田勝久。2010年に柴田の死去により閉鎖、解散）
- C.A.C.C.スネークピットジャパン（旧：U.W.F.スネークピットジャパン）（主宰：宮戸優光）
- レッスルゲート（旧：HANZO道場）（主宰：HANZO。後に団体化）
- U-FILE CAMP（主宰：田村潔司）
- さくらえび（さくらえみが開講した女子プロレスラー養成所。後に我闘姑娘の名で団体化）
- SUPER CREW（主宰：ディック東郷。現在は活動停止）
- 伊藤薫プロレス教室（主宰：伊藤薫。現在は活動停止）
- 大阪プロレス教室（大阪プロレスのプロレスラー養成所。現在は活動停止）
- JWPスポーツ教室（JWP女子プロレスの女子プロレスラー養成所。現在は活動休止）
- 夢名塾（吉野秀和が設立したプロレスラー養成所。後に夢名塾プロレスリングの名で団体化を経て夢闘派プロレスリングに改称）
- 女子プロレスサークル（アイスリボンの女子プロレスラー養成所。現在は活動停止）
- 風香プロレス教室（主宰：風香。現在は活動停止）
- REAL LUCHA LIBRE（主宰：磁雷矢）
- SMASHプロフェッショナルレスリングクラス（SMASHのプロレスラー養成所。現在は活動停止）
- SMASHトレーニングキャンプ（主宰：TAJIRI。現在は活動休止）
- プロレス道場（新日本プロレスのプロレスラー養成所。現在は活動停止）
- プロレス総合学院（WRESTLE-1のプロレスラー養成所。現在は活動停止）
- ティグレジム（道頓堀プロレスとダブプロレスのプロレス道場。
- DDTプロレス教室（DDTプロレスリングの女子プロレスラー養成所。現在は活動停止）
- Esperanza（主宰：ビリーケン・キッド）
- HEAT-UP道場（プロレスリングHEAT-UPのプロレス道場）
- 新潟プロレススクール（新潟プロレスのプロレスラー養成所）
- RYUKYU DRAGON GYM（琉球ドラゴンプロレスリングのプロレス道場）
- 伊藤道場（主宰：伊藤薫）
- 九州発世界・プロレスラー夢工場計画（主宰：TAJIRI）
- hotシュシュプロレス教室（hotシュシュのプロレスラー養成所）
- ケルベロス道場（かつて埼玉県越谷市にあったプロレスラー養成所を兼ねた格闘技ジムだったが、現在は格闘技ジム「クレイジービー越谷」に吸収合併された）

備考
プロレスラー養成所とはスタイルが異なり、オーディションを行って新人プロレスラーを発掘している。
- たけしプロレス軍団（1987年にビートたけしがラジオ番組「ビートたけしのオールナイトニッポン」の企画で新人プロレスラーの発掘を行って、後にインディーで活躍する選手を数名、草プロレスとして誕生させた。ビッグバン・ベイダーを誕生させ新日本プロレスに送り込んだ直後に解散）
- ハッスルオーディション（ハッスルで新人プロレスラーの発掘を行っていた。現在は閉鎖、解散）
- 武藤塾（主宰：武藤敬司。現在は活動停止）

### アメリカ
- ガニア・キャンプ（主宰：バーン・ガニア、師範代：ビル・ロビンソン、コシロ・バジリ）
- モンスター・ファクトリー（主宰：ラリー・シャープ）
- マレンコ・スクール・オブ・レスリング（主宰：ボリス・マレンコ）
- NAWAプロレスリング・スクール（主宰：ティム・ブルックス）
- ブラッド・レイガンズ・スクール・オブ・プロレスリング（主宰：ブラッド・レイガンズ）
- ワイルド・サモアン・トレーニング・センター（主宰：アファ・アノアイ）
- スクール・オブ・ハード・ノックス（主宰：スティーブ・カーン、師範代：ジミー・デル・レイ）
- テキサス・レスリング・アカデミー（主宰：ショーン・マイケルズ、師範代：ポール・ダイヤモンド）
- ファンキン・コンサーヴァトリー（主宰：ドリー・ファンク・ジュニア）
- ハーリー・レイス・レスリング・アカデミー（主宰：ハーリー・レイス）
- コンバット・レスリング・スクール（主宰：ジョン・ザンディグ）
- チカラ・レッスル・ファクトリー（主宰：マイク・クアッケンブッシュ）
- チーム3Dアカデミー（主宰：ダッドリー・ボーイズ）
- FUNAKI DOJO（旧：FU DOJO）（主宰：FUNAKI）
- WWEパフォーマンスセンター（WWEのプロレスラー養成所）
- WCWパワープラント（WCWのプロレスラー養成所）
- エクストリーム・ハードコア・ドージョー（ECWのプロレスラー養成所）
- 全日本プロレスUSA道場（主宰：ドリー・ファンク・ジュニア）
- INOKI DOJO（旧：新日本プロレスLA道場）（アントニオ猪木が設立したプロレスラー養成所）
- 新日本プロレスLA道場（新日本プロレスのプロレスラー養成所）
- NJPW ACADEMY（新日本プロレスのプロレスラー養成所）

この他にルー・テーズ、カール・ゴッチ、ヒロ・マツダのトレーニング場も日本での俗称であるが「テーズ道場」「ゴッチ道場」「マツダ道場」などと呼ばれていた。同様に固有の施設名称はないがキラー・コワルスキー、ジョニー・ロッズ、イワン・プトスキー、マイク・シャープ・ジュニア、トム・プリチャードもスクールを主宰していた。

### カナダ
- ダンジョン（主宰：スチュ・ハート）
- スタンピード・レスリング・スクール（主宰：ブルース・ハート、師範代：ミスター・ヒト）
- カンナム・レスリング・スクール（主宰：スコット・デモア）
- ザ・スクエアド・サークル（主宰：ロブ・ヒューゴ）
- ランス・ストーム・レスリング・アカデミー（主宰：ランス・ストーム）
- バトル・アーツ・アカデミー（主宰：サンティーノ・マレラ）

### プエルトリコ
- KAIENTAI DOJO（主宰：TAKAみちのく。後に日本でプロレス団体化）

### メキシコ
- ディアブロ・ベラスコ・ジム（主宰：ディアブロ・ベラスコ）
- 闘龍門（主宰：ウルティモ・ドラゴン、師範代：ネグロ・ナバーロ。現在は活動停止）
- 闘龍門2000プロジェクト（主宰：ウルティモ・ドラゴン、師範代：ホルヘ・リベラ。現在は活動停止）
- 闘龍門X（主宰：ウルティモ・ドラゴン。現在は活動停止）
- シン・カラ・ジム（主宰：シン・カラ）

### イギリス
- ビリー・ライレー・ジム（主宰：ビリー・ライレー（英語版）、師範代：ビリー・ジョイス）

### ニュージーランド
- ファレ道場（主宰：バッドラック・ファレ）
- 新日本プロレスNZ道場（新日本プロレスのプロレスラー養成所）

### タイ
- 桜道場（元吉本女子プロレスJd'広報の信包一彦が空手道場として設立。後に、さくらえみをコーチに迎えて女子プロレスラーの育成を開始。後に日本でプロレスリング我闘雲舞の名で女子プロレス団体化）

## フィクションにおける養成所
フィクションの世界でもプロレスを題材とした漫画などのストーリーにプロレスラー養成所が登場している。
- 虎の穴（タイガーマスクに登場する悪役レスラー養成機関であり闇の組織）
- ヘラクレス・ファクトリー（キン肉マンII世に登場する正義超人養成学校）